# 모치즈키 가즈요리
모치즈키 가즈요리(일본어: 望月 一頼, 1961년 11월 20일 ~ )는 일본의 전 축구 선수, 감독이다.

## 구단 경력
그는 마쓰다(산프레체 히로시마)에서 활동했다.

## 지도자 경력
은퇴 후에는 산프레체 히로시마와 일본 국가대표팀의 코치를 거쳐, 2006년 4월 성적 부진으로 물러난 오노 다케시 전임 감독을 대신해, 산프레체 히로시마의 감독으로 취임한다.